# 大阪市立放出中学校
大阪市立放出中学校（おおさかしりつ はなてん ちゅうがっこう）は、大阪府大阪市城東区にある公立中学校。

## 沿革
1947年の学制改革と同時に創立した。学校敷地は、高等科のみを単独設置していた旧制大阪市城東高等小学校（国民学校令により大阪市福道国民学校と改称）の校地を引き継いで使用している。
その後生徒数の増加により、従来の校区の一部を大阪市立城東中学校および大阪市立今津中学校の2校の校区へ分離している。
- 1947年4月1日 - 大阪市立城東第一中学校として、現在地に創立。
- 1947年4月21日 - 開校式を挙行。この日を創立記念日とする。
- 1949年5月 - 大阪市立放出中学校に改称。
- 1954年4月14日 - 分校を開設。大阪市立諏訪小学校区在住の生徒を収容する地域分校とする。
- 1955年4月1日 - 分校が大阪市立城陽中学校分校と統合の上で、大阪市立城東第五中学校（現在の大阪市立城東中学校）として独立開校。
- 1964年3月20日 - 火災で講堂と校舎を焼失。
- 1965年 - 城東区今津町中1-2-1（現在の鶴見区今津中1-3-55）に分校を設置。1年生を収容する学年分校とする。
- 1970年 - 分校が大阪市立今津中学校として分離独立。

## 通学区域
- 大阪市立今福小学校と大阪市立放出小学校の通学区域。

## 交通
- 片町線（学研都市線） 放出駅 北西へ約700m。
- 大阪シティバス 放出住宅前バス停、または放出西3丁目バス停。

## 出身者
- 阪口佳澄 - ラジオパーソナリティ
- 森岡良介 - 元プロ野球選手
- 原田年晴- ラジオパーソナリティー